# Masafumi Miyagi
Masafumi Miyagi (japanisch 宮城 雅史 Miyagi Masafumi; * 19. Januar 1991 in Uruma) ist ein japanischer Fußballspieler.

## Karriere
Miyagi erlernte das Fußballspielen in der Schulmannschaft der Gushikawa High School und der Universitätsmannschaft der Komazawa-Universität. Seinen ersten Vertrag unterschrieb er 2013 beim Tochigi Uva FC. Der Verein spielte in der dritten japanischen Liga, der Japan Football League. Für den Verein absolvierte er 23 Ligaspiele. 2014 wechselte er nach Yamaguchi zum Ligakonkurrenten Renofa Yamaguchi FC. Am Ende der Saison 2014 stieg der Verein in die dritte Liga auf. 2015 wurde er mit dem Verein Meister der dritten Liga und stieg in die zweite Liga auf. Für den Verein absolvierte er 96 Ligaspiele. 2018 wechselte er zum Ligakonkurrenten Kyoto Sanga FC nach Kyōto. Nach 15 Spielen unterschrieb er am 20. Januar 2021 einen Vertrag beim Drittligaaufsteiger Tegevajaro Miyazaki in Miyazaki. Dort spielte er bis Februar 2022 und war danach bis Juli 2022 vereinslos. Aktuell spielt er bei BTOP Thank Kuriyama.

## Erfolge
Renofa Yamaguchi FC
- J3 League: 2015  ▲